# Престель, Мария Катарина
Мария Катарина Престель (нем. Maria Katharina Prestel, урождённая Холль (нем. Höll); 1747—1794) — немецкая художница. Мать художницы Урсулы Рейнхаймер.

## Биография
Родилась 22 июля 1747 года в Нюрнбурге в семье Томаса Холля, нюрнбергского торговца.

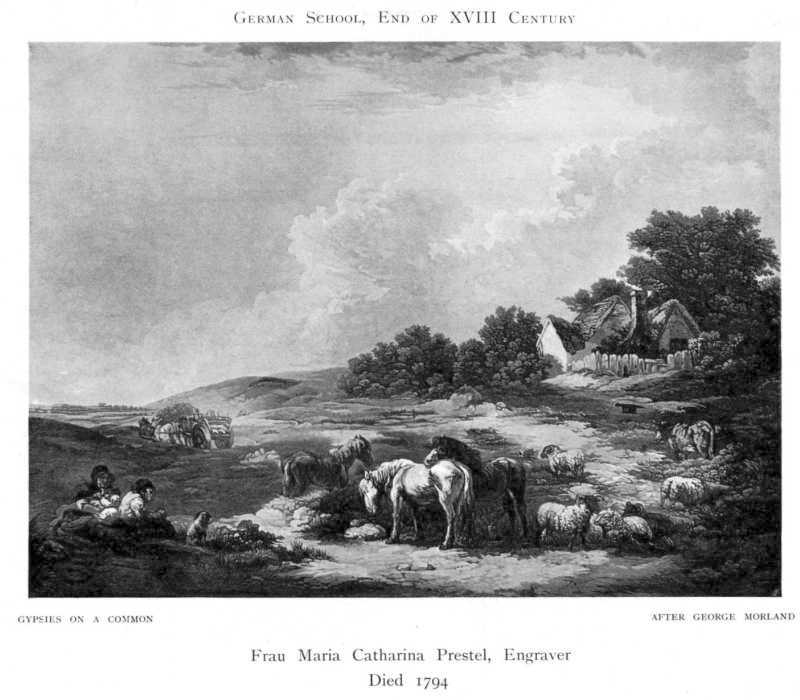
Картина Gypsies on a Common

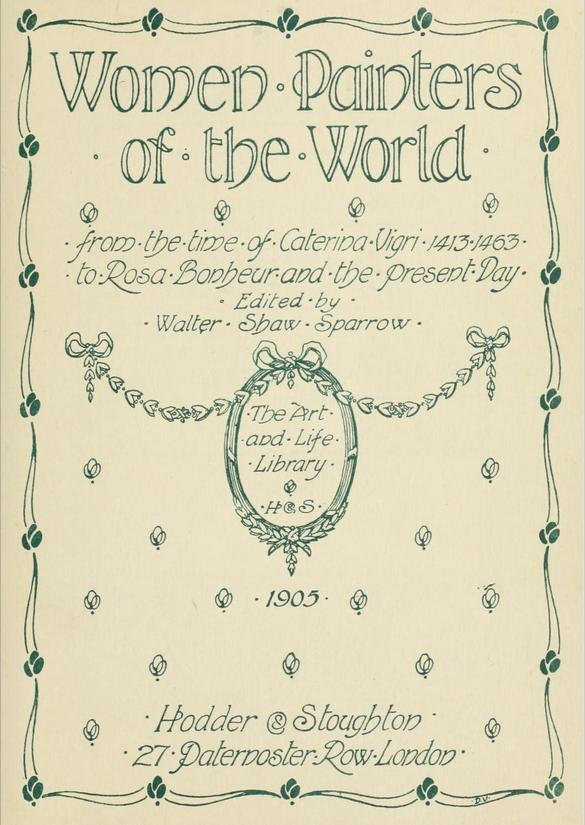
Книга Women Painters of the World

В юности писала акварелью, получив первые уроки живописи у художника Леонхардта Фишера (нем. Leonhard Fischer). Затем училась гравёрному делу у Иоганна Готлиба Престеля (1739—1808), за которого впоследствии вышла замуж в 1772 году. В 1782 году семья переехала во Франкфурт, где супруги Престель открыли совместное предприятие по графической печати рисунков и репродукций картин. Супруги обрели широкую известность за свою качественную работу далеко за пределами Франкфурта.
В 1786 году супруги развелись и Мария Катарина с двумя своими младшими детьми из пяти, росших в семье, уехала в Лондон. Она открыла здесь собственной мастерскую печати и заработала хорошую репутацию. Также обучала художеству своих детей — её дочь Урсула стала художницей. Писала преимущественно акварелью и пастелью.
Умерла 16 марта 1794 года в Лондоне.
Её картина Gypsies on a Common была включена в 1905 году в книгу Women Painters of the World.